# 烧塔

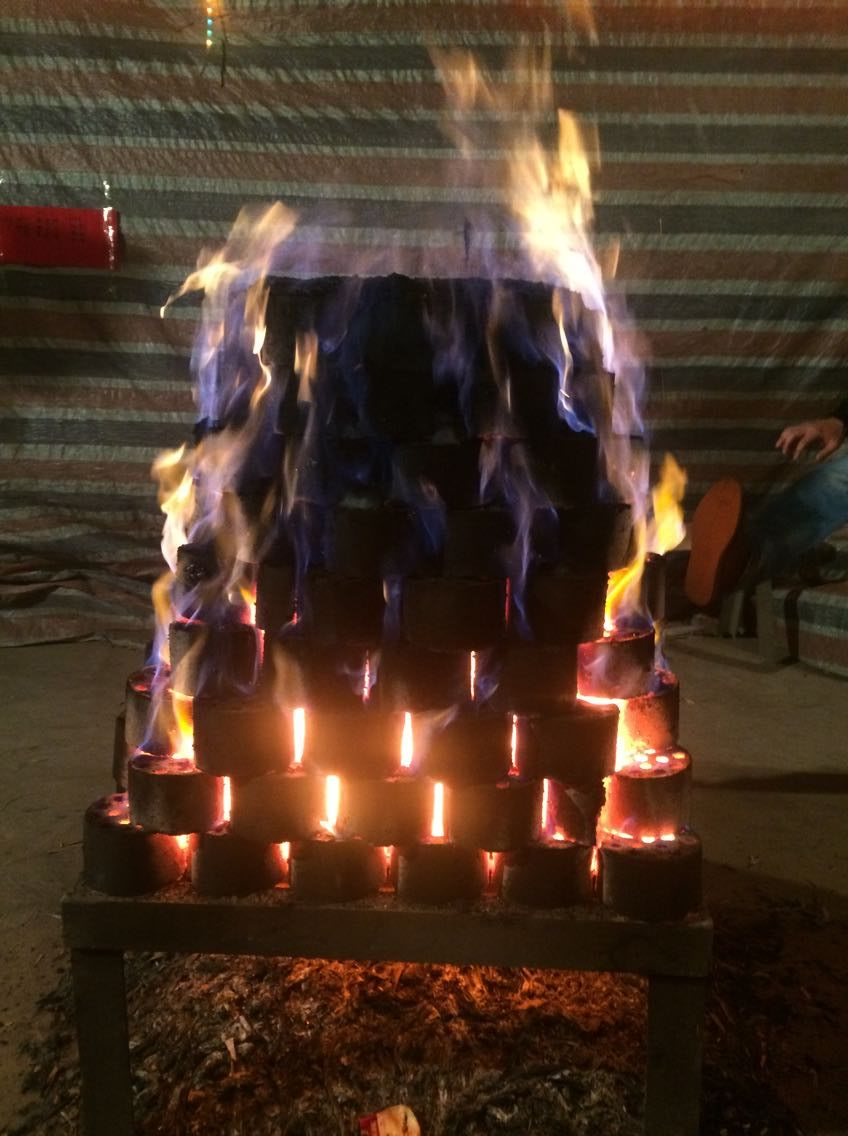
山西省交城縣於春節及元宵節舉行的燒塔，稱為旺火

烧塔是東亞一些地區在傳統節日盛行的一项传统民俗活动，又稱烧塔仔、堆寶塔、旺火、壘旺火、塔火、棒槌火、庭燎、燒瓦塔等。有些地區盛行於元宵節如山西北部、陝西、日本、朝鮮半島等，有些盛行於中秋節如江西吉安、广东江门、福建福州和泉州晋江等，以及客家民系。也有些兩者皆有，如潮汕地區、福建馬祖、山西部份地區等。還有些見於其他節日如新春、冬至等。

## 起源
燒塔的起源地與來源無確切的考證，而盛行的節日為元宵節與中秋節，兩者都是賞滿月的日子，可能與這些節日其他燃燈點火的習俗一樣是為了燃燈火助月色，也有興旺的吉祥寓意。
一種說法是源於女媧补天的傳說，晚上點火燃燒，通宵達旦，火氣上升至天，是為補天。又有一種說法是驅邪、驅瘟。

### 相關傳說
中國很多地區中秋燒塔傳說的都與人民抵抗外國或外族入侵有關，但很可能只是附會之說。江西吉州、興國等地流傳起源于宋末，當時文天祥曾在吉州、兴国等地带兵抗元，人們为助抗元士兵中秋夜渡河就在渡口砌起砖瓦塔，並用稻草点燃为其照明。另外又有說始於元朝末年，各地人民約定以燒塔為聯絡信號，起義反抗蒙元統治。福建部份地區又有指是源於明朝嘉靖年間，民眾為慶祝戚繼光將軍帶戚家軍來閩成功擊退倭寇。還有說法指燒塔是源於清朝末年刘永福抗击西洋人入侵时追击顽敌、纪念清代抗法将领把逃入塔中的法国軍人烧死的英勇事跡等。

## 活动方式
塔的材質依據地域有所不同，常見有稻草、竹、木、磚、瓦等。
中秋燒塔一般于农历八月十五日当天或此前的若干天晚上举行，江西、潮汕的燒塔，多为青少年参与。
在江西，塔基多用土砖砌成，塔身成“品”字型，多用少年儿童捡拾来的碎瓦片搭建，瓦片与瓦片之间也架成“品”字型，利于通风，顶端留一个塔孔。燃料则各具特色，水稻种植区多用稻草。在江西泰和，这些稻草是由儿童们成群结队到各家各户讨来，讨稻草时要在主人家门口唱祝福儿歌。正式烧塔活动于晚上举办，为防止火势失控，一般选在空旷的水边。在烧得塔身较红时通常会撒上米糠、海盐（沿海地区）、松香粉等助威。活动一般到烧得全塔通红、当天凑来的燃料用完为止，寓意生活红火、稻谷丰满。有些地区还会有附加的猜灯谜、唱小调等活动。

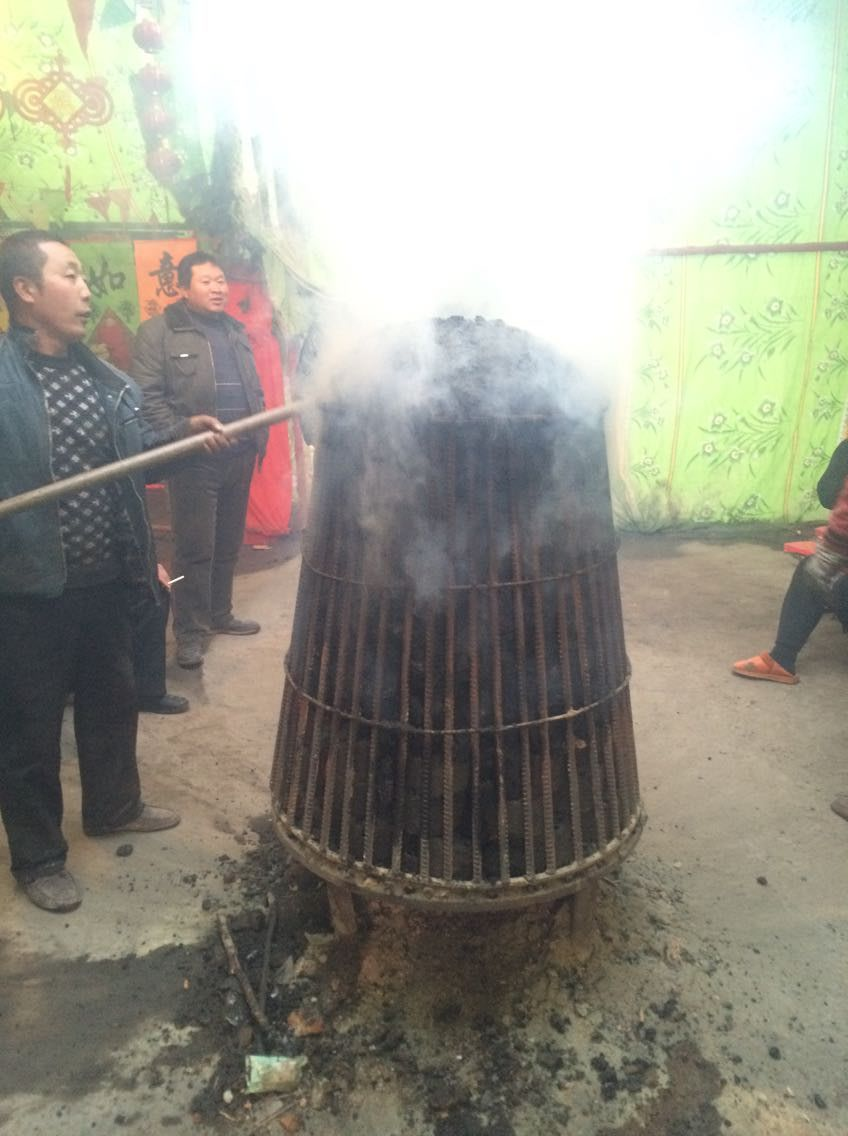
山西省交城縣的旺火
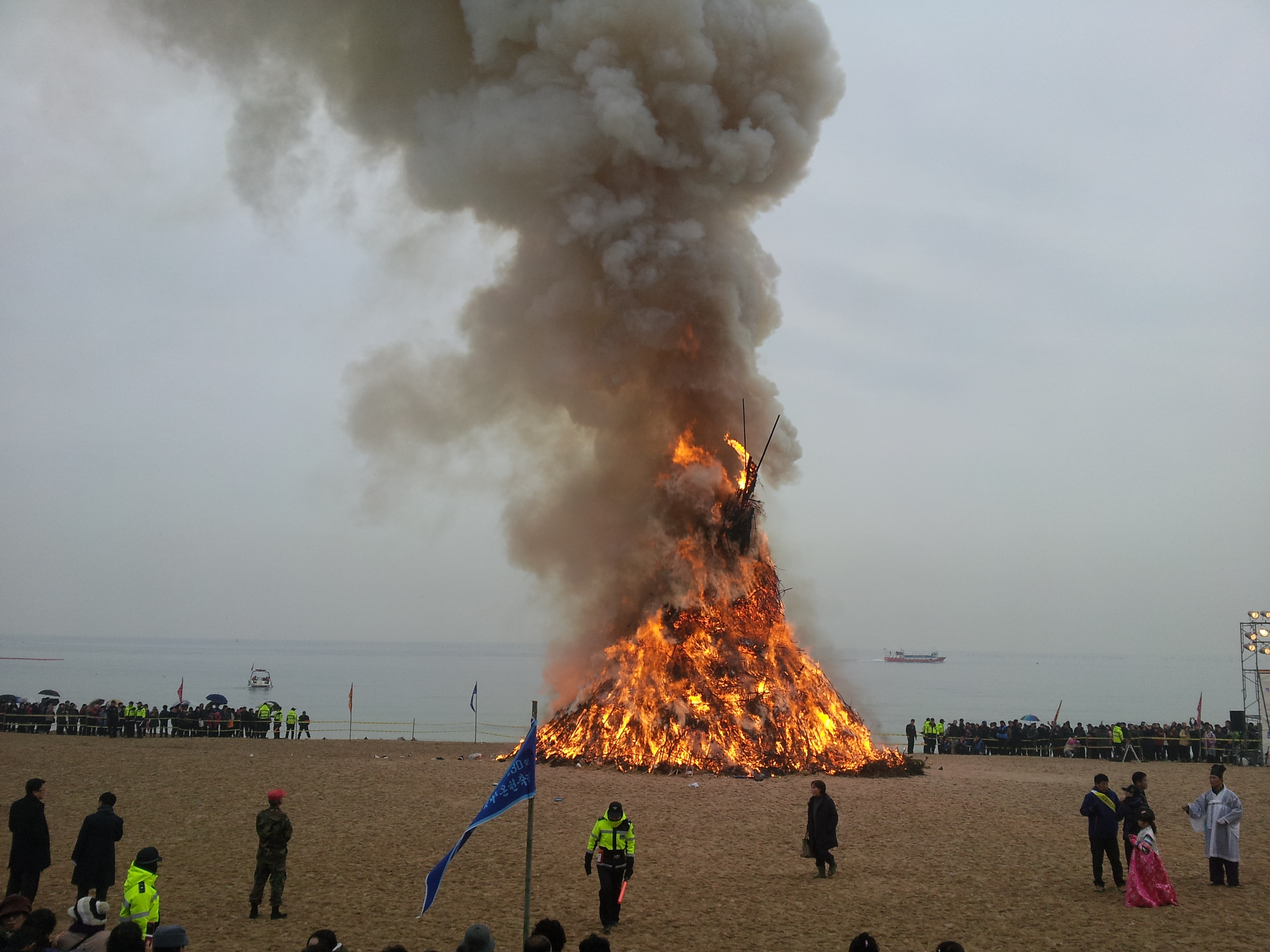
韓國釜山市海雲臺在大滿月的燒月屋（朝鲜语：달집태우기）
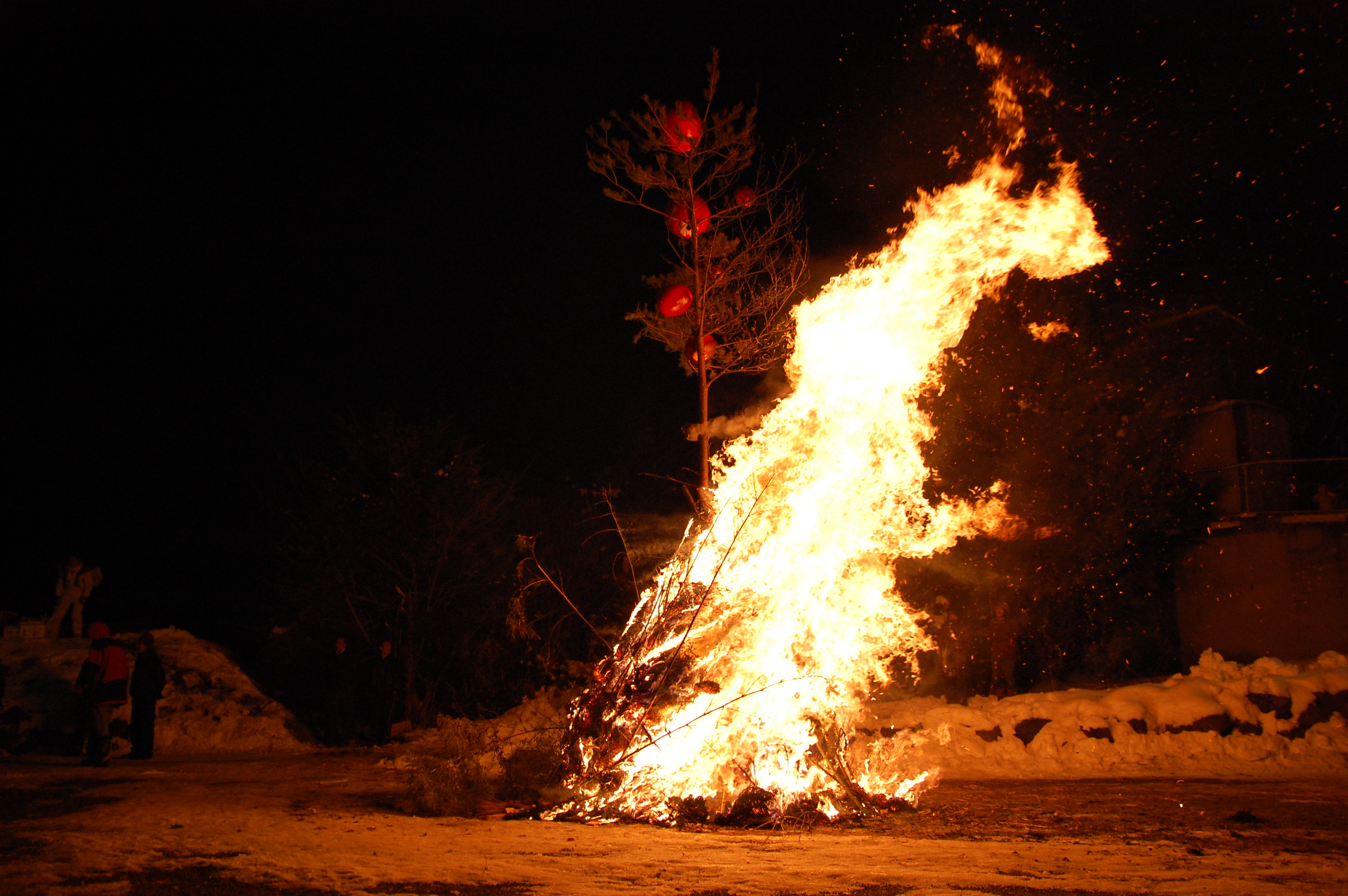
日本小正月左義長（日语：左義長）的燒塔
- 2020年10月3日 中秋烧塔民俗再现福建渔村

## 外部連結
- 烧番塔
- 中秋“燒塔”習俗曾風靡福州 富人用古玩擺塔[永久]
- 关于中秋烧番塔风俗流行地域与起源的考察 （页面存档备份，存于）
- 阳泉元宵节习俗[永久]
- 女娲烧煤炼石补天的传说
- 广东肇庆中秋祈福烧番塔 （页面存档备份，存于）
- 中秋擺塔：循著老福州的記憶
- 中秋“烧塔”习俗曾风靡福州 富人爱用古玩摆塔 （页面存档备份，存于）
- 江西中秋烧塔习俗场面震撼寓意丰富
- 【童趣】元宵月下的欢笑2——“烧塔”[永久]
- 中秋节 烧塔习俗 （页面存档备份，存于）
- 元宵节习俗

1. ↑  .   [2015-08-21]. （原始内容存档于2016-03-04）. 外部链接存在于|title= (帮助)
2. ↑  “至夜炼之达旦，火焰燃烧，火气上属，无为之赤，是谓之补天”